# ジョニー・デスティニー
『ジョニー・デスティニー』（原題：Destiny Turns on the Radio）は、1995年に公開されたアメリカ映画。

## ストーリー
3年前に銀行強盗の容疑で逮捕されたジュリアン･ゴッダールは、刑務所から脱獄し砂漠で倒れていた。そこにジョニー･デスティニーという男が通りかかり、車で町まで送ってもらうことになった。町に着いたジュリアンは、相棒のソローから、恋人だったルシールが金持ちのトレトの女になっていることを聞かされる。さらに、銀行から盗んだ金がデスティニーに盗られたという。

## キャスト
| 役名                       | 俳優                             | 日本語吹替 |
| -------------------------- | -------------------------------- | ---------- |
| ジョニー･デスティニー      | クエンティン・タランティーノ     | 田中正彦   |
| ジュリアン・ゴッダール     | ディラン・マクダーモット         | 江原正士   |
| ルシール                   | ナンシー・トラヴィス             | 日野由利加 |
| ハリー・ソロー             | ジェームズ・レグロス             | 山賀教弘   |
| トレト                     | ジェームズ・ベルーシ             | 銀河万丈   |
| ジュリアンの父             | トレイシー・ウォルター           | 中庸助     |
| ラルフ・デラポーザ         | デヴィッド・クロス               |            |
| ドラヴェック刑事           | バリー・シャバカ・ヘンリー       | 福田信昭   |
| ゲージ刑事                 | リチャード・エドソン             |            |
| スミス氏                   | ボブキャット・ゴールドスウェイト |            |
| ヴィニー・ヴィディヴィッチ | アレン・ガーフィールド           | 宝亀克寿   |

- 吹替その他：坂東尚樹、津田英三、叶木翔子、村上はるみ、岩田安生、大川透

## スタッフ
- 監督：ジャック・バラン
- 製作：グロリア・ジマーマン
- 製作総指揮：キース・サンプルズ
- 脚本：ロバート・ラムゼイ、マシュー・ストーン
- 撮影：ジェームズ・L・カーター
- 音楽：J・スティーヴン・ソールズ
- 編集：ラウル・ダヴァロス

日本語版スタッフ
吹替版
- 演出：向山宏志
- 翻訳：中島多恵子
- 調整：新井保雄
- 制作：プロセンスタジオ